# Oreoleuciscus potanini
Oreoleuciscus potanini és una espècie de peix de la família dels ciprínids i de l'ordre dels cipriniformes que habita a Mongòlia i Rússia. És un peix d'aigua dolça i de clima temperat (10 °C-20 °C).
Els mascles poden assolir 100 cm de longitud total. És omnívor.